# Manuel Ortiz Basualdo
Manuel Ortiz Basualdo (Ocharán, Vizcaya, España, 29 de junio de 1769-Buenos Aires, Argentina, 20 de febrero de 1836) fue un comerciante vasco que luchó en ambas invasiones inglesas defendiendo Buenos Aires, ciudad en la que estaba radicado.

## Biografía

### Familia
Nació el 29 de junio de 1769 en el País Vasco español, en Ocharán, barrio rural encuadrado dentro del municipio de Zalla en la comarca de Las Encartaciones, provincia de Vizcaya, hijo de Juan Antonio Ortiz de Montellano y de Josefa de Basualdo y Ruiz. 
Contrajo matrimonio en Buenos Aires el 2 de mayo de 1796 con María de la Cruz Segurola y Lezica (1777-1846), hermana del canónigo Saturnino Segurola.
Padres de 16 hijos: Carmen, Trinidad, Manuela de la Cruz, Gabriel, Pedro, Juana de la Cruz, Paula, Guillermo Valentín,Manuela Secundina, Fernando, Fernando Segundo, Ramón Gil, Dolores, Manuel María, Fermín Benito y Amalia Ortiz Basualdo y Segurola.
Es el genearca de la familia Ortiz Basualdo en Argentina.

### Actividades comerciales, políticas y militares
Llegó al Río de la Plata muy joven, radicándose en Buenos Aires, donde se dedicó al comercio. Fue capitán de las milicias urbanas de Buenos Aires desde 1794. Contribuyó con gruesas sumas de dinero al rechazo del invasor inglés en 1806 y se alistó en el regimiento de Cántabros con el que combatió en las dos invasiones. 
En 1807 fue elegido cabildante y desempeñó los cargos de Alcalde y Alférez Real.